# Aviron union nautique de Lille
 (décembre 2012).
L'Aviron Union Nautique de Lille (AUNL) est une association sportive située à Lille. Fondé en 1902, l'AUNL est considéré comme l'un des plus anciens club de sport de la région Haut-de-France. 

## Histoire
L'Union Nautique de Lille est née en 1902 de la fusion du "Sport Nautique" et du "Rowing Club". C'est en 2003 que le club change son nom en « Aviron Union Nautique de Lille ».
Le club est une association loi de 1901, situé dans le bâtiment de la Piscine olympique Marx Dormoy dans le quartier des bois-blancs.

## Composition
Le club est divisé en plusieurs sections, dont :
- Section compétition : les rameurs de la section compétition représentent le club dans les diverses régates régionales et nationales, depuis la catégorie minime jusqu'aux seniors.
- Section handirowing : l'handirowing désigne les rameurs touchés par un handicap, physique ou mental. Le club de Lille est un des rares club d'aviron de la région[réf. nécessaire] à proposer un accueil pour ces personnes.
- Section loisirs : elle est composée d'adultes de tous âges, pratiquant l'aviron sans objectifs de compétitions. Il est cependant possible de participer à des sorties (des randonnées) organisées dans la région, en France et parfois à l'étranger.